# Deserto di Cholistan

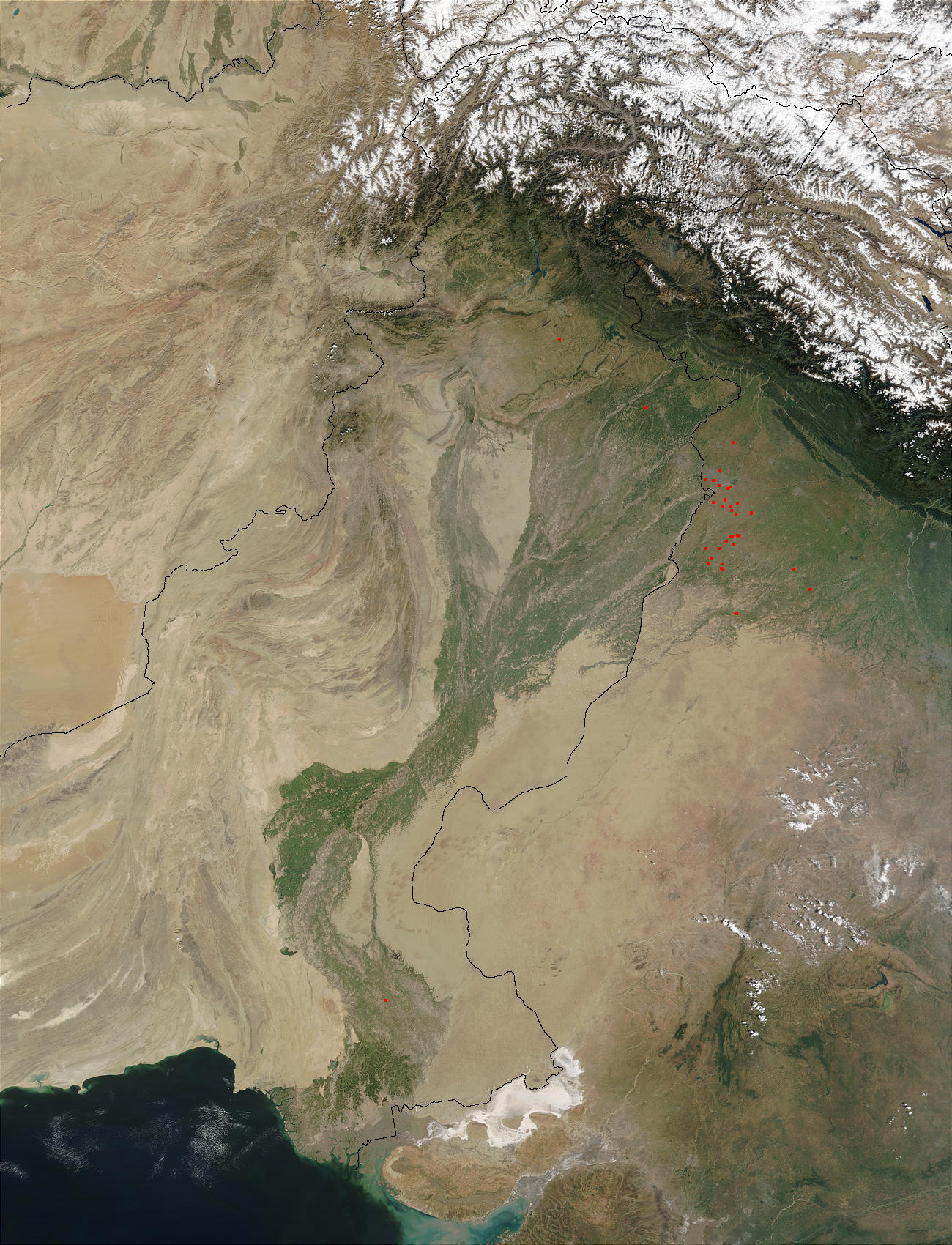
Il deserto di Cholistan

Il deserto di Cholistan (in Panjabi: صحرائے چولستان, localmente anche conosciuto con il nome di Rohi) si estende a 30 km da Bahawalpur, nel Punjab in Pakistan, e copre una superficie di 16.000 km². È adiacente al deserto del Thar e si estende, oltre il Sindh fino all'India.
La parola Cholistan deriva dalla parola Panjabi chol la quale significa "deserto". Cholistan perciò significa landa del deserto. Gli abitanti del deserto di Cholistan conducono uno stile di vita nomade e sempre in cerca di acqua e foraggio per i loro animali. Il letto prosciugato del fiume Hakra attraversa il deserto. Lungo il corso del fiume sono stati reperiti molti resti archeologici dell'antica civiltà della valle dell'Indo.
Il deserto ospita anche un rally annuale di fuoristrada conosciuto con il nome di Annual Cholistan Jeep Rally.